# Kara no Shōjo
Kara no Shōjo (яп. 殻ノ少女, літературний переклад «Дівчина в шкарлупі») — японська візуальна новела для дорослих 2008 року, розроблена компанією Innocent Grey для Windows. Вийшла 4 липня 2008 року в Японії та 29 червня 2011 року для англомовного ринку. Відеогра отримала позитивні відгуки та здобула декілька нагород. За відеогрою студією MS Pictures створені дві еротичні аніме-серії, який вийшли в 2010 році.

## Ігровий процес
У певні моменти гри головному герою, Рейджі, доводиться займатися розслідуваннями сцен злочинів, на яких він має знаходити докази. Після цього гравець повинен скласти докази в послідовності таким чином, щоб знайти найкращу відповідь, опираючись на зачіпки, які отримує впродовж усієї гри. Проте, може так відбутися, що гравець не зможе скласти послідовність виводів, якщо на одному з попередніх розслідувань не отримає певний документ; це, своєю чергою, впливає на кінцівку гри. Часто у грі трапляються вибори в діалогах, деякі з яких впливають на розвиток сюжету. Гравцю майже кожного ігрового дня дається вибір, які два місця в Токіо повинен відвідати головний герой впродовж дня.

## Сюжет
Події сюжету Kara no Shōjo починаються у післявоєнній Японії весною 1956 року і розгортаються довкола Токісаки Рейджі (яп. 時坂玲人, Tokisaka Reiji), приватного детектива, який розслідує серію жахливих убивств на прохання колишнього колеги з Токійської столичної поліції, Уодзумі Кьодзо (яп. 魚住夾三, Uozumi Kyōzo). Ця серія вбивств нагадує головному герою інші вбивства, які відбулися за шість років до початку гри, коли однією з жертв стала наречена Рейджі, а злочинець залишився не спійманим. Це наповнює його бажанням розкрити справу та знайти вбивцю. Рейджі також зустрічає дівчину на ім'я Кучікі Токо (яп. 朽木冬子, Kuchiki Tōko), яка просить його «знайти справжню її». Рейджі спочатку не впевнений, що б це могло означати, проте пізніше з'ясовує, що у Токо дуже заплутане минуле, яке може мати більший стосунок до поточних убивств, ніж він міг спочатку очікувати. Працюючи в Токіо над розслідуванням нових убивств, кількість яких постійно збільшується, Рейджі приділяє деякий час також, щоб розгадати загадки темного минулого Токо.

### Персонажі
Токісака Рейджі (яп. 時坂玲人, Токісака Реіджі)
Сейю: — / Джюн'їчі Сувабе (аніме)
Головний герой.
Кучікі Токо (яп. 朽木冬子, Кучікі То:ко)
Сейю: Санма Аджі
Учениця старшої школи, однокласниця Юкарі. Попросила Рейджі «знайти справжню її».
Токісака Юкарі (яп. 時坂 紫)
Сейю: Кавашімаріно
Учениця старшої школи, сестра Рейджі.
Мідзухара Токо (яп. 水原 透子)
Сейю: Міумі Йошіда
Учениця старшої школи, подруга Кучікі Токо.
Йосомія Цудзуріко (яп. 四十宮 綴子)
Сейю: Аой Хіната
Учениця старшої школи, однокласниця та подруга Юкарі. Також знана як «Тоджіко».
Хадзукі Кьоко (яп. 葉月 杏子)
Сейю: Канаме Юдзукі
Власниця кафе, давня подруга Рейджі.
Такашіро Нацуме (яп. 高城夏目)
Сейю: Ішшікі Хікару
Судмедексперт.
Маріс Стелла (яп. マリス・ステラ, англ. Maris Stella)
Сейю: Акішіро Юдзукі
Працівниця музею.

## Історія створення
Kara no Shōjo розроблена студією Innocent Grey. Оригінальна концепція гри належить Суґіні Мікі.
Прослуховування на озвучення п'яти головних жіночих персонажів Kara no Shojo було проведене в січні 2008 року. Загалом у прослуховуванні взяло участь 254 учасниці.
У 2011 році компанією Innocent Grey був анонсований сиквел гри Kara no Shōjo з попередньою назвою Kara no Shōjo 2 (яп. 殻ノ少女2). Пізніше назва сиквелу змінилася на Kara no Shōjo: The Second Episode (яп. 虚ノ少女, Kara no Shōjo) і він вийшов 8 лютого 2013 року.

## Вихід
Перша демо-версія Kara no Shōjo вийшла 4 травня 2008 року, а вихід повної версії був запланований на 4 липня 2008 року. Передзамовлення гри включало в себе також унікальну упаковку і проілюстровану книгу на 82 сторінки.
29 червня 2011 року вийшла англомовна версія Kara no Shōjo від компаній MangaGamer і tlwiki. Гру можна придбати і завантажити з офіційного сайту видавця MangaGamer. 31 липня 2015 року MangaGamer випустила англійською мовою демо-версію Kara no Shoujo 2, а 30 жовтня 2015 року — вже повноцінну версію під назвою Kara no Shoujo: The Second Episode.

## Музика
Опенінг — пісня «Ruri no Tori» (яп. 瑠璃の鳥, рурі но торі) у виконанні Шімоцукі Харуки. Саундтрек гри під назвою Azure вийшов в один день з грою, 4 липня 2008 року. Автор саундтреку — MANYO (яп. まにょっ).

## Аніме
Еротичне аніме Kara no Shōjo створене за відеогрою студією MS Pictures.

### Список серій
Список серій аніме відповідно до даних сайту Getchu.com:
| № | Назва серії      | Дата виходу    |
| - | ---------------- | -------------- |
| 1 | (殻ノ少女 第1話) | 15 січня 2010  |
| 2 | (殻ノ少女 第2話) | 15 жовтня 2010 |

## Сприйняття
Впродовж червня 2008 року, за місяць до виходу відеогри, запланованого на 4 липня 2008 року, Kara no Shōjo посідала шосте місце у національному рейтингу передзамовлень ігор для ПК у Японії. 2008 року відеогра здобула низку нагород Moe Game Award, зокрема за найкращу ігрову музику. Оглядач Річард Ейсенбейс (англ. Richard Eisenbeis) з англомовного сайту Kotaku звернув увагу на сцени насильства та депресивну атмосферу відеогри. В огляді Kara no Shoujo: The Second Episode Ейсенбейс похвалив відеогру за вдалий вибір часу для подій гри та наявність додаткових сцен у другому проходженні відеогри, проте недоліком назвав те, що деякі загадки гравець може розгадати вже на ранніх етапах проходження, а деякі вибори мають неочевидні ефекти.